# Bassin osseux
Pour les articles homonymes, voir Bassin et Pelvis.
En anatomie, le bassin osseux (en latin, pelvis) est une partie du squelette humain, en forme d'entonnoir, constituée des deux os coxaux latéraux, du coccyx et, en arrière, du sacrum. Il constitue la limite squelettique de la cavité pelvienne et de la ceinture pelvienne.

## Constitution

Ceinture pelvienne
Marge acétabulaire en.

Le bassin est constitué de plusieurs éléments :
- un élément central et postérieur : la partie caudale de la colonne vertébrale fixe constituée du sacrum et du coccyx ;
- deux os pairs et symétriques : les os coxaux. Ils sont chacun constitués de trois os qui se soudent entre eux vers l'âge de 12 ans. Cette soudure forme un Y au niveau de la fosse acétabulaire. Ces trois os sont :
  - l'ilium est la partie supérieure (haute) de la soudure en forme de Y, c'est ce que l'on appelle communément la hanche ;
  - l'ischium est la partie inféro-dorsale (basse dirigée en arrière) de la soudure en forme de Y, la partie la plus basse de l'ischium est la tubérosité ischiatique (c'est l'os sur lequel on s'assoit) ;
  - le pubis est la partie inféro-ventrale (basse dirigée en avant) de la soudure en forme de Y, c'est la partie osseuse située au-dessus du sexe, ou bien l'endroit où se situent les poils pubiens, chez l'adulte ;

L'ischium et les branches ischio-pubienne et supérieure du pubis forme un orifice osseux : le foramen obturé.
L'ilium forme une grande aile : l'aile iliaque.
L'épine ischiatique délimite deux ouvertures : la grande incisure ischiatique et la petite incisure ischiatique.
Les deux os coxaux sont unis :
- au sacrum par les deux articulations sacro-iliaques en arrière ;
- entre eux par la symphyse pubienne en avant qui n'a qu'une petite possibilité de mouvement (quelques millimètres) pour amortir les mouvements de la marche.

Le bassin présente une forme de sablier avec un évasement supérieur développé et un évasement inférieur moins développé, séparés par une zone rétrécie appelée le détroit supérieur.
Il donne attache sur les côtés aux membres inférieurs par les articulations coxo-fémorales (hanche) entre le cotyle et la tête fémorale. Cette articulation se fait via une cavité articulaire située au centre de l'os coxal : l'acétabulum qui reçoit la tête fémorale.
L'arrière-fond de cet acétabulum est la fossette acétabulaire qui, elle, ne reçoit pas la tête fémorale.
La ligne arquée part de l'avant de l'ilium vers le pubis et se rattache à la symphyse pubienne. Elle délimite les organes de l'abdomen et ceux du petit bassin ou pelvis et détermine le détroit supérieur du passage de la tête fœtale lors de l'accouchement.

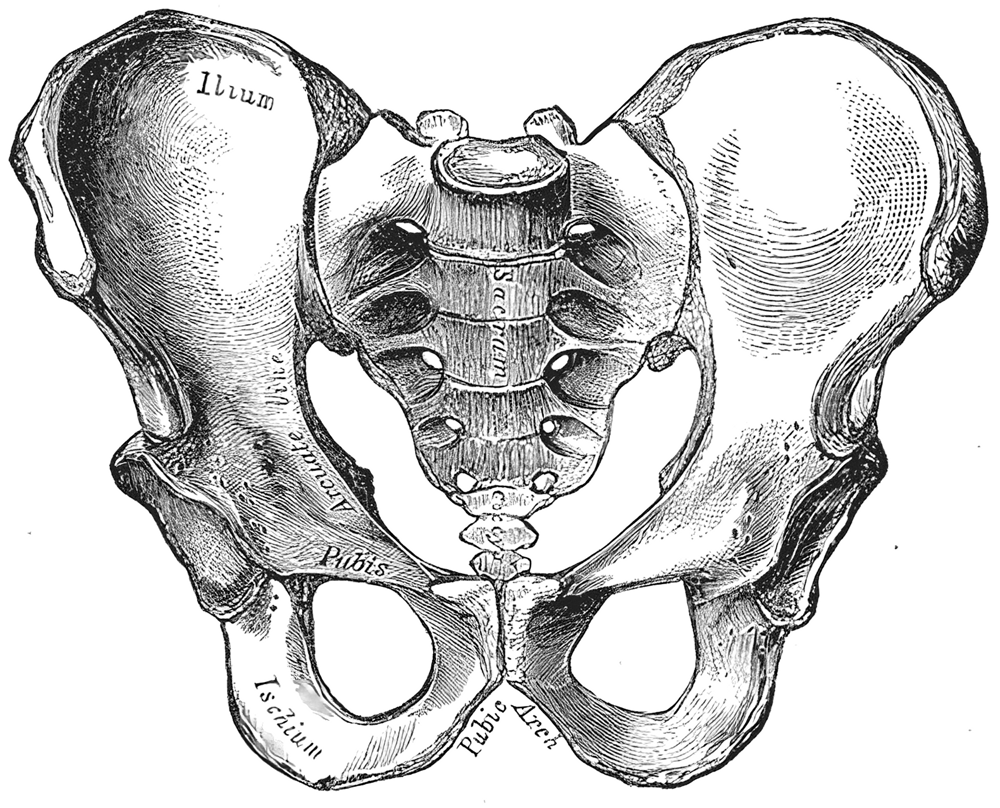
Bassin masculin.
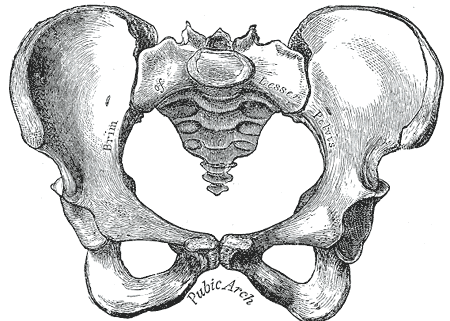
Bassin féminin.

## Cavité pelvienne
Le bassin osseux délimite la partie inférieure de la cavité abdomino-pelvienne.
La cavité pelvienne proprement dite est comprise entre en bas l'ouverture inférieure du pelvis et en haut l'ouverture supérieure du pelvis constituant le petit bassin.
Au-dessus de l'ouverture supérieure du pelvis se trouve le grand bassin.

## Perspective évolutive
Au cours de l'évolution, le petit bassin, permettant le passage du nouveau-né lors de l'accouchement, a vu son diamètre transversal augmenter pour permettre le passage de la tête qui grossissait, tandis que le cerveau se développait.
Le diamètre transversal du pelvis augmente logiquement au cours de l'évolution. Il est de 98 mm chez les Pan troglodytes (chimpanzés communs), 99,1 mm chez les Australopithèques, puis par ordre croissant on trouve l'Homo habilis, l'Homo erectus, les humains anatomiquement modernes, dont la variabilité permet de donner une limite supérieure et inférieure (comprise entre 122 mm et 132 mm).

## Fractures
La fracture du pelvis (de la ceinture pelvienne) est une fracture grave, car souvent polytraumatique (généralement due à un accident (collision avec véhicule, écrasement ou chute d'une grande hauteur) et souvent associée à des lésions internes et à un risque de choc hémorragique (qui peut être traité par embolisation radiologique avec utilisation de coils, d'éponge hémostatique et/ou de microsphères parfois). L'hémorragie interne est confirmée par le scanner (extravasation de produit de contraste iodé dans le pelvis).